# Karaczajo-Czerkiesja

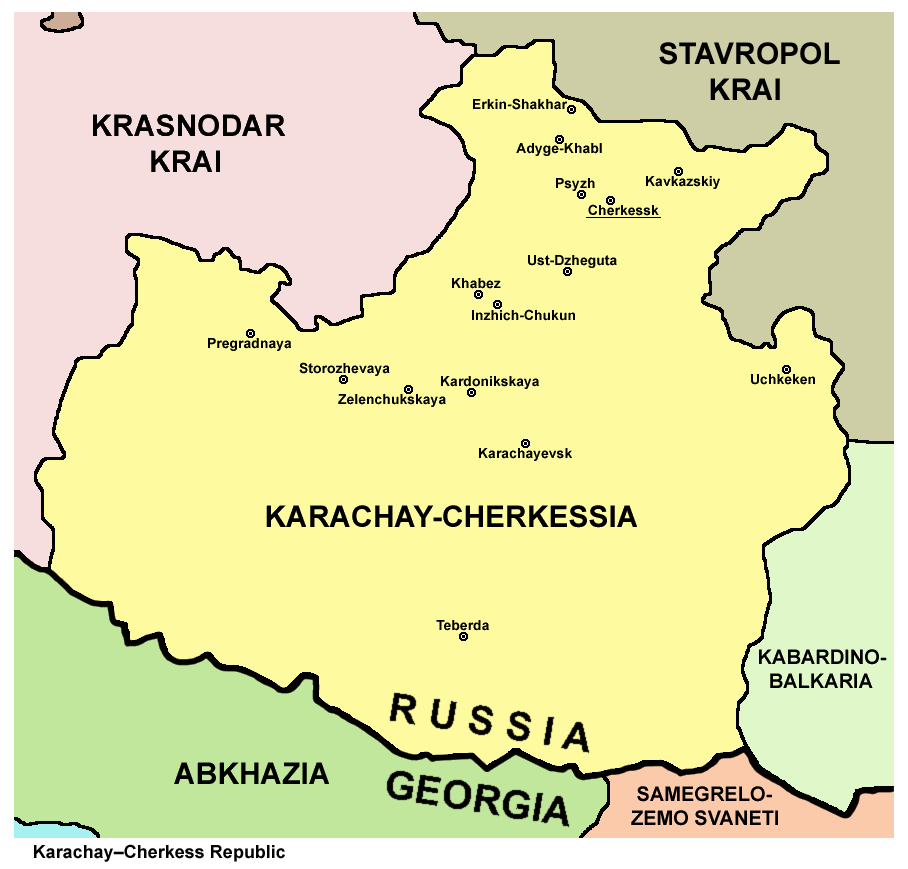

Mapa polityczna Kaukazu

Karaczajo-Czerkiesja (ros. Карачаево-Черкесская Республика, abaz. Къарча-Черкес Республика, karaczajsko-bałkarski Къарачай-Черкес Республика, nog. Карашай-Шеркеш Республикасы, kabard. Къэрэшей-Шэрджэс Республикэ) – autonomiczna republika wchodząca w skład Federacji Rosyjskiej, część okręgu północnokaukaskiego, ze stolicą w Czerkiesku, utworzona 12 stycznia 1922 roku. Centrum administracyjnym rejonu karaczajewskiego i siedzibą Państwowego Uniwersytetu Karaczajewo-Czerkieskiego jest drugie miasto pod względem liczby mieszkańców Karaczajewsk.

## Geografia
Republika leży w zachodniej części Kaukazu Północnego. Większą część powierzchni zajmują przedgórza i pasma górskie Wielkiego Kaukazu.
Karaczajo-Czerkiesja od południa graniczy z Gruzją, od wschodu z Kabardo-Bałkarią i Krajem Stawropolskim, od północy i zachodu z Krajem Krasnodarskim

### Strefa czasowa
Od 2014 r. Karaczajo-Czerkiesja należy do moskiewskiej strefy czasowej (MSK). UTC +3:00 przez cały rok. Wcześniej, przed 27 marca 2011 roku, obowiązywał czas standardowy (zimowy) strefy UTC+3:00, a czas letni – UTC+4:00.

## Demografia
Karaczajowie 41,0%, Rosjanie 31,6%, Czerkiesi 11,9%, Abazyni (Abazyjczycy, Abazyńczycy) 7,8%, Nogajowie 3,3% (2010).

## Tablice rejestracyjne
Tablice pojazdów zarejestrowanych w Karaczajo-Czerkiesji mają oznaczenie 09 w prawym górnym rogu nad flagą Rosji i literami RUS.

## Sławni mieszkańcy regionu
- Dima Biłan (ur. 24 grudnia 1981) – piosenkarz
- Murat Chraczow (ur. 25 lipca 1983) – bokser
- Aleksandre Cziwadze (ur. 8 września 1955) – trener i działacz piłkarski
- Roman Pawluczenko (ur. 15 grudnia 1981) – rosyjski piłkarz grający na pozycji napastnika